# Дякина, Юлия Олеговна
Юлия Олеговна Дя́кина — российская актриса оперетты и мюзиклов, певица, переводчик песен и педагог по вокалу и актёрскому мастерству. Лауреат международных конкурсов, лауреат театральных премий «Золотая маска» (2019) и «Золотой Софит» (2022).

## Биография

### Ранние годы
Родилась 13 марта 1993 года в Екатеринбург е. Почти десять лет прожила в Верхней Пышме. С 8 лет распевала все партии из мюзикла Notre Dame de Paris. Обучалась классическому вокалу в музыкальной школе у Анатолия Максимовича Губского. Также занималась в ЦД «Факел» у Валентины Соколовой и в ДК «Металлург» у Ольги Гришиной.
В 2015 году окончила Екатеринбургский театральный институт (курс К. С. Стрежнева), отделение «Актёр музыкального театра». В 2012—2019 гг. была солисткой Свердловского театра музыкальной комедии. С первого курса участвовала в театральных постановках у главного режиссёра, наставника.
«Феей-крёстной» считает московского режиссёра Алексея Франдетти, ставившего в Екатеринбургской музкомедии «Казанову» и «Бернарду Альбу», играла главные роли, исполняя в первом по очереди две партии — Генриетты и Мими, во втором Аделу. Алексей Борисович помог Дякиной с переездом в Москву в 2019 году, задействовал в спектакле «Дамское счастье» в Театре сатиры, без кастинга в инста-мюзикле «Мой длинноногий деда» в 2020, удостоенного премии «Звезда театрала» в номинации «Лучший ответ пандемии» (2020). В июне 2021 года из онлайн-проекта вышел спектакль «Дорогой мистер Смит» в санкт-петербургском театре «Приют комедианта» с участием Юлии в роли Джуди Эббот, за которую была номинирована на высшую театральную премию «Золотая маска» (2022), международную премию зрительских симпатий «Звезда Театрала» (2022), национальную премию «Музыкальное сердце театра» (2022) и стала лауреатом театральной премии Санкт-Петербурга «Золотой Софит» (2022).
В 2020 году детективном сериале «След» сыграла Догову и спела на русском в дубляже за Джорни в американском фэнтези-мюзикле «Мистер Джангл и рождественское путешествие».
В 2014 году удостоилась 2-й премии в номинации «Мюзикл» на V Международном конкурсе молодых артистов оперетты и мюзикла имени В. А. Курочкина под двойной фамилией Дякина-Турова. Владеет приёмами фехтования и навыками стрельбы из огнестрельного оружия, играет на фортепиано, гитаре. С осени 2021 года живёт в Санкт-Петербурге. Создатель рок-оперы «Орфей & Эвридика» композитор Александр Журбин, назвал Дякину будущей звездой мирового масштаба по получении Юлией за роль Эвридики премии «Золотая маска».
В 2019 году работает ведущей программы «Утренний экспресс» на «Четвёртом канале».
В феврале 2022 года заняла третье место в XI ежегодном творческом конкурсе «Творческая актёрская лаборатория» под руководством Алексея Франдетти при кинокомпании «Амедиа», посвящённой музыкальному кино.
С октября 2022 года исполняет роль Принцессы в мюзикле «Обыкновенное чудо» Алексея Франдетти в ТЮЗе.
4 декабря 2022 года состоялась премьера в мюзикле «Пётр I» Юрия Александрова на музыку Фрэнка Уайлдорна в роли Евдокии Лопухиной в Санкт-Петербургском театре музыкальной комедии, за которую была выдвинута на театральную премию «Золотой Софит» (2023). 29 мая 2024 года на сцене петербургского театра состоялась премьера в мюзикле «Франкенштейн» Алексея Франдетти на музыку Романа Игнатьева в роли Элизабет Лавенцы. Принимала участие 17-18 февраля 2024 года «Выходные мюзикла».
4 февраля 2025 года приняла участие в джукбокс-мюзикле, юбилейном вечере Максима Дунаевского «Дунаевские. Двойной портрет» в Московском театре оперетты, исполнив роль Зинаиды Студейкиной. 
С 5 октября 2025 года исполнительница роли Вики в мюзикле «Любовь без памяти» Василия Вакуленко (Басты) в «Вегас Сити Холл».

### Личная жизнь
Состояла в браке с однокурсником и коллегам по спектаклям Свердловского театра музыкальной комедии Никитой Туровым. 5 ноября 2023 года родила дочку Софию мужу Алексею Франдетти.

## Театр

### Свердловский академический театр музыкальной комедии
- мюзикл «Казанова», К. Лацис (реж. А. Франдетти) — Генриетта, Мими
- мюзикл «Екатерина Великая», С. Дрезнин (реж. Н. Чусова) — Принцесса Фике
- рок-опера «Орфей & Эвридика», А. Журбин (реж. К. Стрежнев) — Эвридика
- мюзикл «www.силиконовая дура.net», А. Пантыкин (реж. К. Стрежнев) — Нора Исанина
- мюзикл «Бернарда Альба», М. Д. Лакьюза (реж. А. Франдетти) — Адела
- мюзикл «Декабристы», Е. Загот (реж. К. Стрежнев) — Софи Салтыкова
- мюзикл «Чёрт и девственница», А. Тровайоли (реж. К. Стрежнев) — Аделина
- мюзикл «Обыкновенное чудо», Г. Гладков (реж. Д. Белов) — Принцесса
- мюзикл «Яма», С. Дрезнин (реж. Н. Чусова) — Нина
- оперетта «Летучая мышь», И.Штраус (реж. К.Стрежнев) — Мелани
- оперетта «Графиня Марица», И.Кальман (реж. М. Г. Керени) — Лиза
- мюзикл «Скрипач на крыше», Дж. Бок (реж. К.Стрежнев) — Годл
- мюзикл «Мёртвые души», А. Пантыкин (реж. К. Стрежнев) — Лизонька
- оперетта-комикс «Микадо», А. Салливан (реж. А. Франдетти) — Пиип-Бо
- мюзикл «Весёлые ребята», И. Дунаевский, М. Дунаевский (реж. К. Стрежнев) — Гостья в глухом платье
- музыкальная сказка «Секрет храбрости», В. Брусс (реж. В. Савинов) — Белочка
- спектакль #Страсть и Стразы (реж. С. Юнганс) — Лана/Она/Женщина
- мюзикл «Вовка в 3Dевятом царстве», В. Баскин (реж. С. Юнганс) — Принцесса Горошина
- ревю «Бродвей-LAND» (реж. А. Пляскин) — Солистка

### Московский академический театр сатиры
- 2020 — мюзикл «Дамское счастье», А. Рубцов (реж. М. Тихонова) — Дениза Леру

### Продюсерский центр Николая Забелина
- 2019—2021 — мюзикл «Маленький магазинчик ужасов», А. Менкен (реж. А. Преснов) — Одри

### Театр «Приют Комедианта»
- 2021 — мюзикл «Дорогой мистер Смит», П. Гордон (реж. А. Франдетти) — Джуди Эббот

### Instagram-мюзикл
- 2020 — мюзикл «Мой длинноногий деда», П. Гордон (реж. А. Франдетти) — Джуди Эббот

### ТЮЗ имени А.А. Брянцева
- 2022 — мюзикл «Обыкновенное чудо», Г. Гладков (реж. А. Франдетти) — Принцесса

### Театр на Таганке
- 2022 — мюзикл «Петя и Фолк. Тайны миров», А. Зубец (реж. А. Франдетти) — Вероника[33][34][35][36]

### Санкт-Петербургский театр музыкальной комедии
- 2022 — мюзикл «Пётр I», Ф. Уайлдхорн (реж. Ю. Александров) — Евдокия Лопухина
- 2023 — концерт-спектакль «Хиты Бродвея и не только…» (реж. А. Суханов) — Элизабет Лавенца, Евдокия Лопухина
- 2024 — мюзикл «Франкенштейн», Р. Игнатьев (реж. А. Франдетти) — Элизабет Лавенца

### Вегас Сити Холл
- 2025 — мюзикл «Любовь без памяти» Басты (реж. А. Франдетти) — Вика

### Озвучивание и дубляж
- 2020 — «Мистер Джангл. Рождественское путешествие» (реж. Е.Толоконников) — Джорни

### Фильмография
- 2020 — Сериал «След» — Карина Андреевна Догова (2539 серия «Подмосковный потрошитель»)

## Награды и премии
- 2014 — Лауреат V Международного конкурса молодых артистов оперетты и мюзикла им. н.а. СССР В. А. Курочкина 2 место в номинации «Мюзикл» и Приз зрительских симпатий в Екатеринбурге.
- 2018 — Лауреат Премии «Браво-2017» в номинации «Лучший дуэт в музыкальном театре» с Андреем Пляскиным за роль Эвридики в рок-опере «Орфей & Эвридика» в Екатеринбурге.
- 2018 — Лауреат VII Международного конкурса молодых артистов оперетты и мюзикла им. н.а. СССР В. А. Курочкина 1 место в номинации «Мюзикл» в Екатеринбурге
- 2019 — Лауреат Национальной театральной премии «Золотая Маска» в номинации «Женская роль в оперетте/мюзикле» за роль Эвридики в рок-опере «Орфей & Эвридика» в Москве[37][38]
- 2021 — Лауреат молодёжной премии Санкт-Петербурга в области художественного творчества в номинации «За достижения в области сценического творчества»
- 2022 — Номинант Национальной театральной премии «Золотая Маска» в номинации «Женская роль в оперетте/мюзикле» за роль Джуди Эббот в мюзикле «Дорогой мистер Смит» в Москве[39][40]
- 2022 — Номинант XV Международной общественной премии зрительских симпатий «Звезда Театрала» в номинации «Лучшая женская роль» за роль Джуди Эббот в мюзикле «Дорогой мистер Смит»[41]
- 2022 — Лауреат Высшей театральной премии Санкт-Петербурга «Золотой софит» — «Лучшая женская роль в мюзикле» за роль Джуди Эббот в мюзикле «Дорогой мистер Смит»[2][42]
- 2022 — Номинация на российскую национальную премию «Музыкальное сердце театра» — «Лучшая исполнительница главной роли» за роль Джуди Эббот в спектакле «Дорогой мистер Смит»
- 2022 — Номинация на российскую национальную премию «Музыкальное сердце театра» — «Лучший текст песен (автор/перевод)» за перевод спектакля «Семейка Аддамс»
- 2023 — Номинант Высшей театральной премии Санкт-Петербурга «Золотой софит» — «Лучшая женская роль в мюзикле» за роль Евдокии Лопухиной в мюзикле «Пётр I»